# Drietandvissen
Drietandvissen (Triodontidae) zijn een familie van straalvinnige vissen uit de orde van Kogelvisachtigen (Tetraodontiformes).

## Geslacht
- Triodon G. Cuvier, 1829